# Podněsterský rozhlas
Podněsterský rozhlas (rusky Радио Приднестровья – Radio Pridněstrovja) je státní rozhlasová stanice mezinárodně neuznané Podněsterské moldavské republiky. Vysílá na podněsterském území a v pohraničních oblastech Ukrajiny a Moldavska. Její domácí program je omezen na vysílání zpráv střídavě v ruském, ukrajinském a moldavském jazyce, tvorbu několika publicistických, společenských a sportovních magazínů. Po zbytek vysílacího času stanice přebírá program moskevského Hlasu Ruska. Rozhlas provozuje i vysílání do zahraničí, konkrétně do evropských zemí, států Severní i Jižní Ameriky, Asie a Austrálie, nazvané Hlas Podněstří (rusky: Голос Приднестровья – Golos Pridněstrovja). Úkolem zahraničního vysílání je šířit oficiální názory vedení neuznané republiky. Hlas Podněstří vysílá v ruském, anglickém, německém a francouzském jazyce.

## Historie
Na konci osmdesátých let, v době perestrojky, začaly v Moldavské SSR sílit snahy o připojení země k Rumunsku. Zvedla se vlna nacionalismu. Důsledkem bylo prohlášení moldavského jazyka jako jediného jazyka úředního. To zvedlo nevoli ruského a ukrajinského obyvatelstva a v Podněstří vypukly první protesty. Na stranu demonstrantů se přidaly i okresní redakce rozhlasu po drátě. Po vyhlášení samostatné PMR v září 1990 byla zřízena celostátní redakce podněsterského rozhlasu po drátě v Tiraspolu. V březnu 1992 zahájil vysílání první středovlnný vysílač Podněsterského rozhlasu, což představovalo první krok na přechodu od vysílání po drátě. V květnu téhož roku zahájilo činnost zahraniční vysílání, které bylo umožněno díky radiotranslačnímu středisku Majak u Grigoriopolu. Jednalo se o jeden z nejvýkonnějších vysílačů ve východní Evropě, který od 70. let šířil zahraniční vysílání Sovětského rozhlasu.